# セシル・ド・フランス
セシル・ド・フランス （Cécile de France、1097年 - 1145年以降死亡）は、カペー家の女性。フランス王フィリップ1世とベルトラード・ド・モンフォールの娘。

## 生涯
セシルが誕生した時、彼女の両親はそれぞれ前の配偶者との離婚が成立しておらず、重婚状態であったため、彼女は庶子とみなされた。彼らの先の結婚が聖職者の集会で無効とされたが、シャルトル司教イヴと当時のローマ教皇ウルバヌス2世は2人のそれぞれの結婚の無効と再婚に反対し、2人を破門した。セシルが正嫡として認められたのは、1104年にベルトラードが教皇の決定に従ってフォントヴロー修道院に隠退し、破門が解かれた際であった。
1106年、アンティオキア公で第一回十字軍の騎士ボエモン・ド・タラントは、支援を求めてヨーロッパへ行き、セシルの異母姉であるコンスタンスと結婚した。ボエモンは自らの名声と幸運を利用して、自らの甥であるタンクレードとセシルの結婚交渉を同時に行った。タンクレードは当時アンティオキア公国の摂政であった。公は当代きっての勇猛な騎士を迎え、エルサレム占領後ずっと彼はゴドフロワ・ド・ブイヨンに同行して出征し、ガリラヤ公国を占領した。ゴドフロワの弟で後継者であるボードゥアンが同意しなかったので、彼はアンティオキアにつながるガリラヤを割譲し、叔父が不在の間の摂政をタンクレードに務めさせた。
セシルは婚約者と合流するため、海路でアンティオキアへ向かった。東ローマ帝国皇帝アレクシオス1世コムネノスは、フランスとアンティオキアの同盟が帝国と敵対するのではと恐れ、同盟の成立を防ぐためにジェノヴァ共和国、ピサ共和国、ヴェネツィア共和国に船を迎撃する要請したが、迎撃したとは伝えられていない。アンティオキアに到着したセシルは、1106年の終わりにタンクレードと結婚した。
ドゥラッツォでアレクシオス1世コムネノスによって打撃を受けたボエモンは、タンクレードが摂政を務めるアンティオキアに戻ることなく、1111年に死去しタンクレードが公位を継承した。しかし、タンクレードは大流行していた腸チフスに感染し、自分の死期が迫っていることを自覚し、死の床で、セシルにトリポリ伯ポンスと結婚するよう要請した。それは、聖地における十字軍の行動を害していた、アンティオキアとトリポリ2か国の対立に終止符を打つためであった。
セシルとポンスの結婚は1112年にトリポリで行われ、その後1116年にセシルは将来トリポリ伯となるレーモンを出産した。1132年、モンフェラン要塞はトルコ人集団に包囲されていた。ポンスは敵に攻城戦を仕向けたが、後退して要塞に避難しなければならなかった。この知らせを聞いたセシルは、トルコ人集団を退却させることができる異父兄エルサレム王フルク・ダンジューに警告するために、躊躇せずエルサレムへ向かった。
1137年にポンスが死去すると、セシルは寡婦資産としてジベレ領を要求したが、実際にはシャステル・ルージュとアルズガンを受け取った。彼女は聖墳墓のため寄付を行った1139年に名前が現れ、1145年以降歴史から姿を消した。